# 巴约
巴约（法語：Bayeux，法語發音：[bajø] ⓘ），法国西北部城市，诺曼底大区卡尔瓦多斯省的一个市镇，同时也是该省的三个副省会之一，下辖巴约区，其市镇面积为7.1平方公里，2022年1月1日时人口数量为12,754人，是该省人口第五多的市镇，在所有法国城市中则排名第742位。
巴约位于卡尔瓦多斯省西北部，历史悠久，自高卢时期就已成为一个地方行政中心，后罗马人在此建立奥古斯托杜鲁姆，中世纪时因巴约挂毯而闻名，现代则是一个区域性的中心城市。

## 地名来源

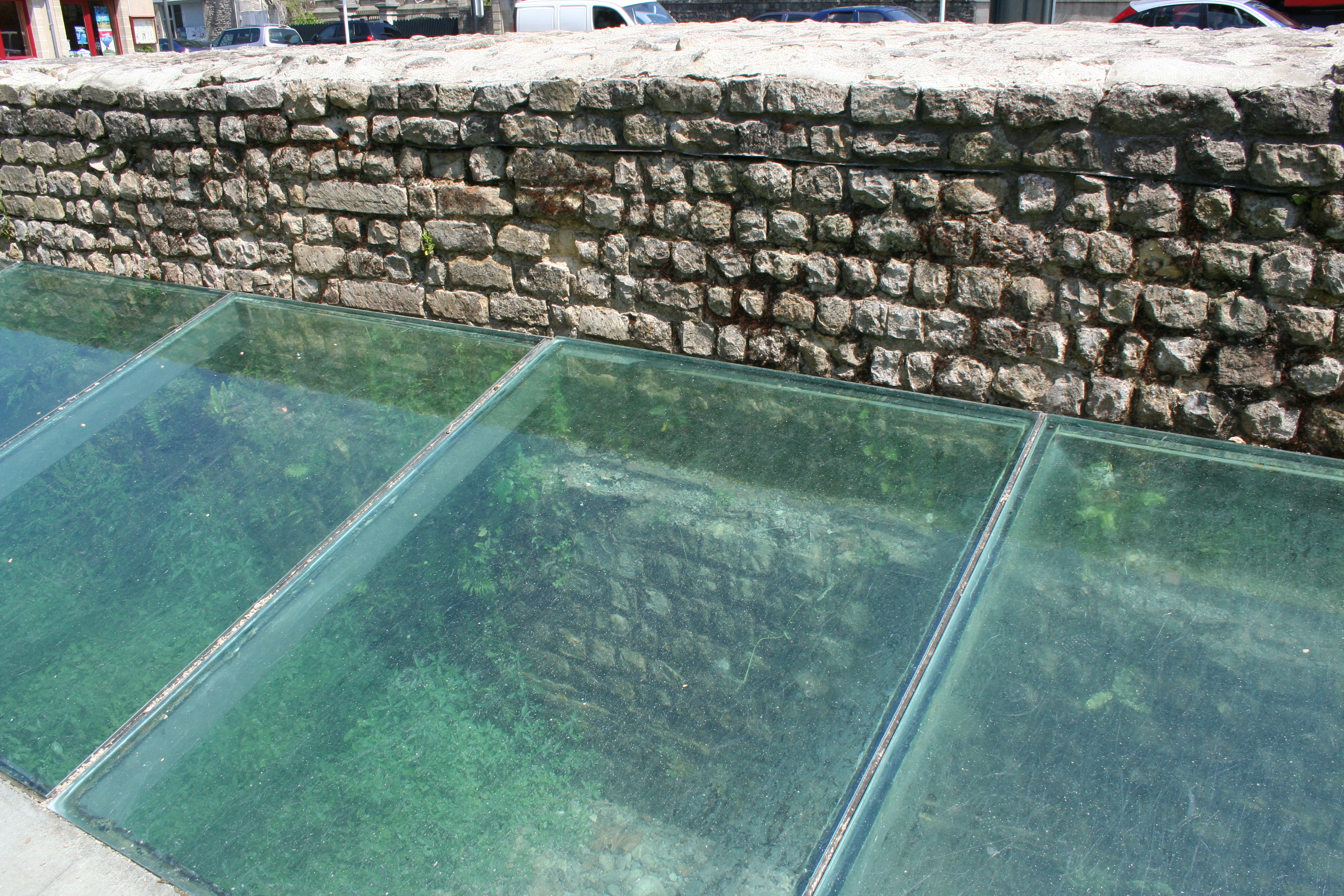
奥古斯托杜鲁姆城墙遗址

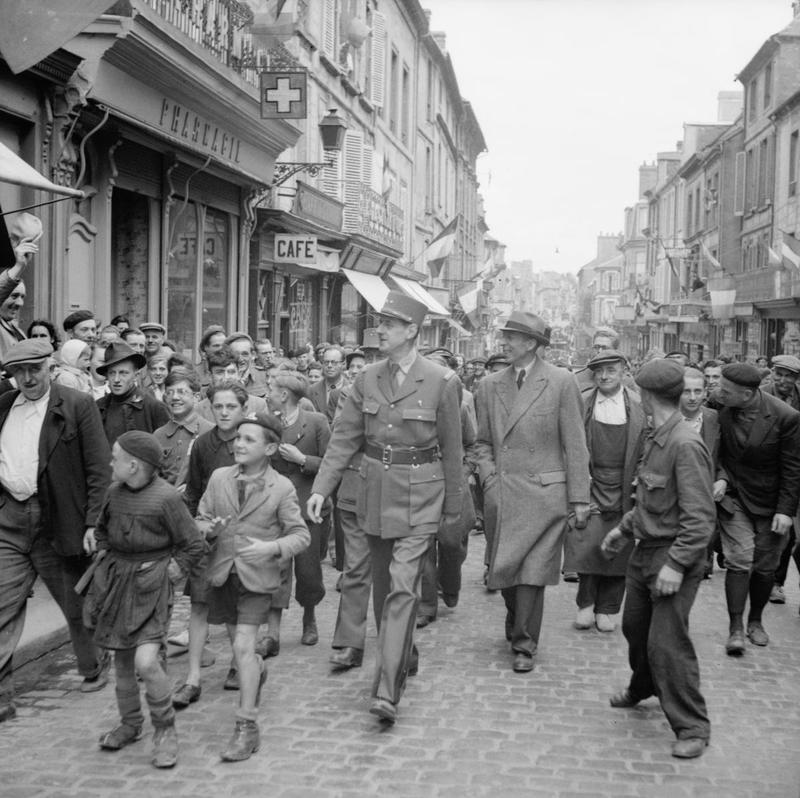
戴高乐视察巴约

“巴约”一名来源于巴约卡塞斯人，后者为一支活动于此的高卢部落。罗马人入侵后将此地扩建并命名为“奥古斯托杜鲁姆”（Augustodurum），该名称随着西罗马帝国的灭亡而逐渐消失。

## 历史
巴约历史悠久，高卢时期为巴约卡塞斯人的活动中心，罗马人入侵后在歐爾河畔建立奥古斯托杜鲁姆，使其成为贝桑地区的首府，该城四周出现了坚固的城墙，城内出现了斗兽场、歌剧院等建筑，城外则通过一条大道与帝国内的其它区域相连。公元3世纪后，受到海盗入侵影响，奥古斯托杜鲁姆受到严重破坏，公元5世纪后成为纽斯特利亚的一部分。中世纪时期，巴约长期为诺曼底的一个普通城镇，其权力中心逐渐迁至卡昂。公元11世纪，主教厄德为纪念黑斯廷斯之战而主持编织了巴约挂毯。英法百年战争期间，巴约长期被英格兰军队占领。16世纪末，巴约圣帕特里斯教堂的修建使得巴约成为天主教的一个文化中心。18世纪时，巴约因花边和瓷器而成为手工业中心，城市也得到一定的发展。法国大革命后，巴约成为卡尔瓦多斯省的一个副省会。展示巴约挂毯的巴约博物馆于1835年建成。第二次世界大战末期，巴约附近是奥马哈海滩行动的重要目标，德怀特·艾森豪威尔与戴高乐曾共同在巴约进行军事指挥。二战结束后，戴高乐于1946年视察巴约并指导诺曼底诸地的重建工作。

## 地理

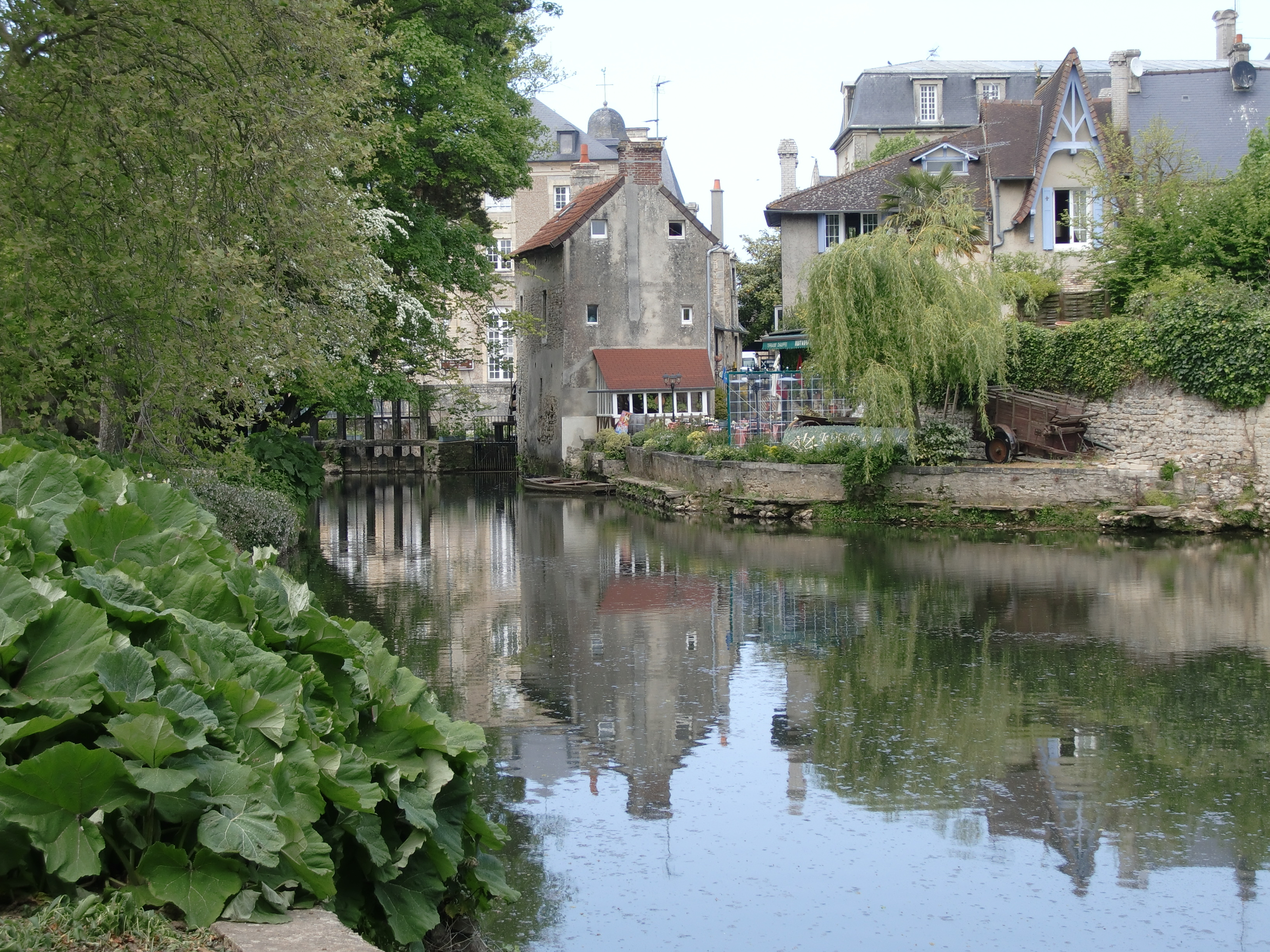
歐爾河巴约市区段

巴约位于法国西北部，诺曼底大区西部和卡尔瓦多斯省西北部，距离省会卡昂大约30公里。与巴约接壤的市镇包括：盖龙、贝桑地区蒙索、圣卢奥尔、圣马丹德桑特雷、大圣维戈尔、沃塞勒、欧尔河畔沃。

### 地形
巴约位于诺曼底沿海平原地区，境内地势总体平坦，全境海拔在32到67米之间。

### 水文
歐爾河自南向北流经巴约市区，该河独立汇入英吉利海峡。

### 植被
巴约属于温带落叶林区，市区内的主要绿地公园包括米歇尔·奥尔纳诺公园（Parc Michel Ornano）、巴约植物花园（Jardin botanique）等，均常年免费向公众开放。

### 气候
巴约在柯本气候分类法中属于温带海洋性气候。
巴约境内设有气象站，以下为该气象站的数据（其中日照数据取自卡昂）：
| 巴约1981年－2019年  | 巴约1981年－2019年 | 巴约1981年－2019年 | 巴约1981年－2019年 | 巴约1981年－2019年 | 巴约1981年－2019年 | 巴约1981年－2019年 | 巴约1981年－2019年 | 巴约1981年－2019年 | 巴约1981年－2019年 | 巴约1981年－2019年 | 巴约1981年－2019年 | 巴约1981年－2019年 | 巴约1981年－2019年 |
| 月份                | 1月                | 2月                | 3月                | 4月                | 5月                | 6月                | 7月                | 8月                | 9月                | 10月               | 11月               | 12月               | 全年               |
| ------------------- | ------------------ | ------------------ | ------------------ | ------------------ | ------------------ | ------------------ | ------------------ | ------------------ | ------------------ | ------------------ | ------------------ | ------------------ | ------------------ |
| 历史最高温 °C（°F） | 15.6 (60.1)        | 19.2 (66.6)        | 22.1 (71.8)        | 24.4 (75.9)        | 31.3 (88.3)        | 32.1 (89.8)        | 31 (88)            | 33.7 (92.7)        | 31.4 (88.5)        | 27.6 (81.7)        | 19.1 (66.4)        | 16.4 (61.5)        | 33.7 (92.7)        |
| 平均高温 °C（°F）   | 8.2 (46.8)         | 8.5 (47.3)         | 10.6 (51.1)        | 12.2 (54.0)        | 15 (59)            | 17.9 (64.2)        | 20 (68)            | 20.6 (69.1)        | 18.7 (65.7)        | 15.7 (60.3)        | 11.5 (52.7)        | 8.9 (48.0)         | 14 (57)            |
| 日均气温 °C（°F）   | 5.8 (42.4)         | 6 (43)             | 7.7 (45.9)         | 9.2 (48.6)         | 12 (54)            | 14.6 (58.3)        | 16.7 (62.1)        | 17.2 (63.0)        | 15.5 (59.9)        | 12.8 (55.0)        | 8.8 (47.8)         | 6.6 (43.9)         | 11.1 (52.0)        |
| 平均低温 °C（°F）   | 3.4 (38.1)         | 3.4 (38.1)         | 4.9 (40.8)         | 6.2 (43.2)         | 9.1 (48.4)         | 11.4 (52.5)        | 13.4 (56.1)        | 13.8 (56.8)        | 12.4 (54.3)        | 9.9 (49.8)         | 6.2 (43.2)         | 4.2 (39.6)         | 8.2 (46.8)         |
| 历史最低温 °C（°F） | −15.4 (4.3)        | −10.8 (12.6)       | −3.9 (25.0)        | −1 (30)            | 2 (36)             | 4.8 (40.6)         | 7.8 (46.0)         | 6.8 (44.2)         | 3 (37)             | −0.3 (31.5)        | −4.2 (24.4)        | −6.7 (19.9)        | −15.4 (4.3)        |
| 平均降水量 mm（）   | 75.3 (2.96)        | 59.2 (2.33)        | 56.8 (2.24)        | 53.5 (2.11)        | 52.7 (2.07)        | 53.7 (2.11)        | 50.1 (1.97)        | 53.7 (2.11)        | 59.9 (2.36)        | 81.1 (3.19)        | 82.8 (3.26)        | 84.7 (3.33)        | 763.5 (30.06)      |
| 月均日照時數        | 69.6               | 84.3               | 125.6              | 167.3              | 193.7              | 213.5              | 207.1              | 204.4              | 167.2              | 117.8              | 79.4               | 61.4               | 1,691.3            |
| 来源：infoclimat.fr |                    |                    |                    |                    |                    |                    |                    |                    |                    |                    |                    |                    |                    |

## 行政区划
巴约是法国诺曼底大区卡尔瓦多斯省的一个市镇，编号为14047，它也是卡尔瓦多斯省的一个副省会。巴约下辖巴约区，管理巴约县，同时也是巴约市镇公共社区的办公驻地。
法国国家统计与经济研究所（简称）在进行数据统计时，将巴约及相邻的另外5个市镇设为巴约城市核心区，并将包括核心区在内的周边共22个市镇划为巴约城市区。
同时，还将巴约市镇分为了8个“块区”（IRIS），以便于统计人口分布情况。

## 交通

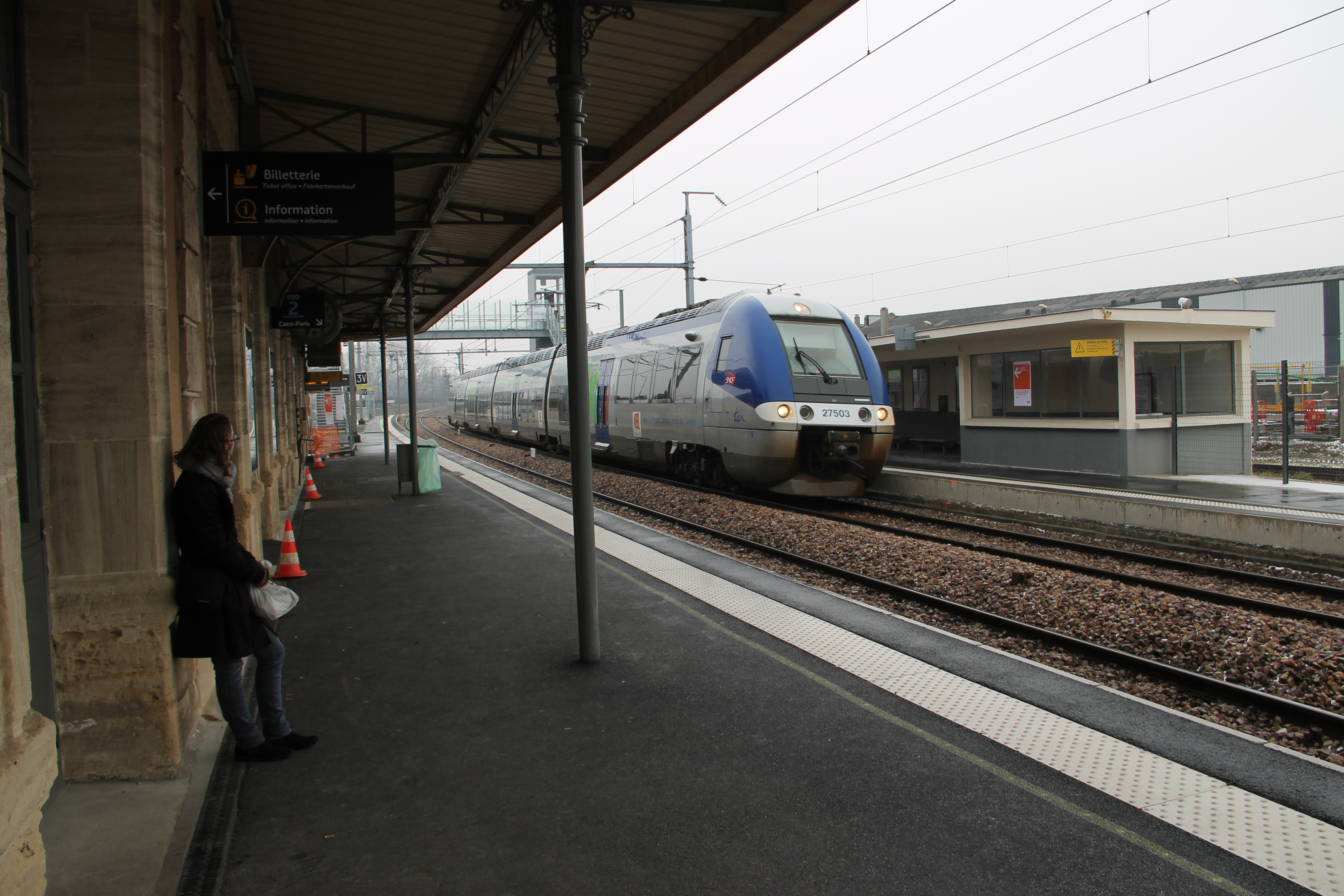
巴约火车站内停靠的一列区域列车

### 公路
法国国道N13线经过市区南部，通过多个出入口与市区连接；此外多条卡尔瓦多斯省省道在巴约境内交汇，卡尔瓦多斯省城际客运提供校车线路，可前往周边部分市镇。
2016年，66.9%的巴约家庭拥有至少一辆的私人汽车。同年，巴约境内共发生各类交通事故3起，造成3人受伤。

### 铁路
巴约位于芒特拉若利－瑟堡铁路上，巴约站位于市区南部，停靠巴黎－瑟堡和卡昂－格朗维尔两条线路的区域列车。

### 航空
距离巴约最近的民用航空站为卡昂-卡尔皮凯机场，距离巴约市中心车程约26公里。

### 城市公共交通
巴约城市公共交通（商业名称为）是当地的城市公共交通系统，由4条公交线路构成（其中包括1条节假日线路），路网覆盖了市区内的主要街区。

## 政治

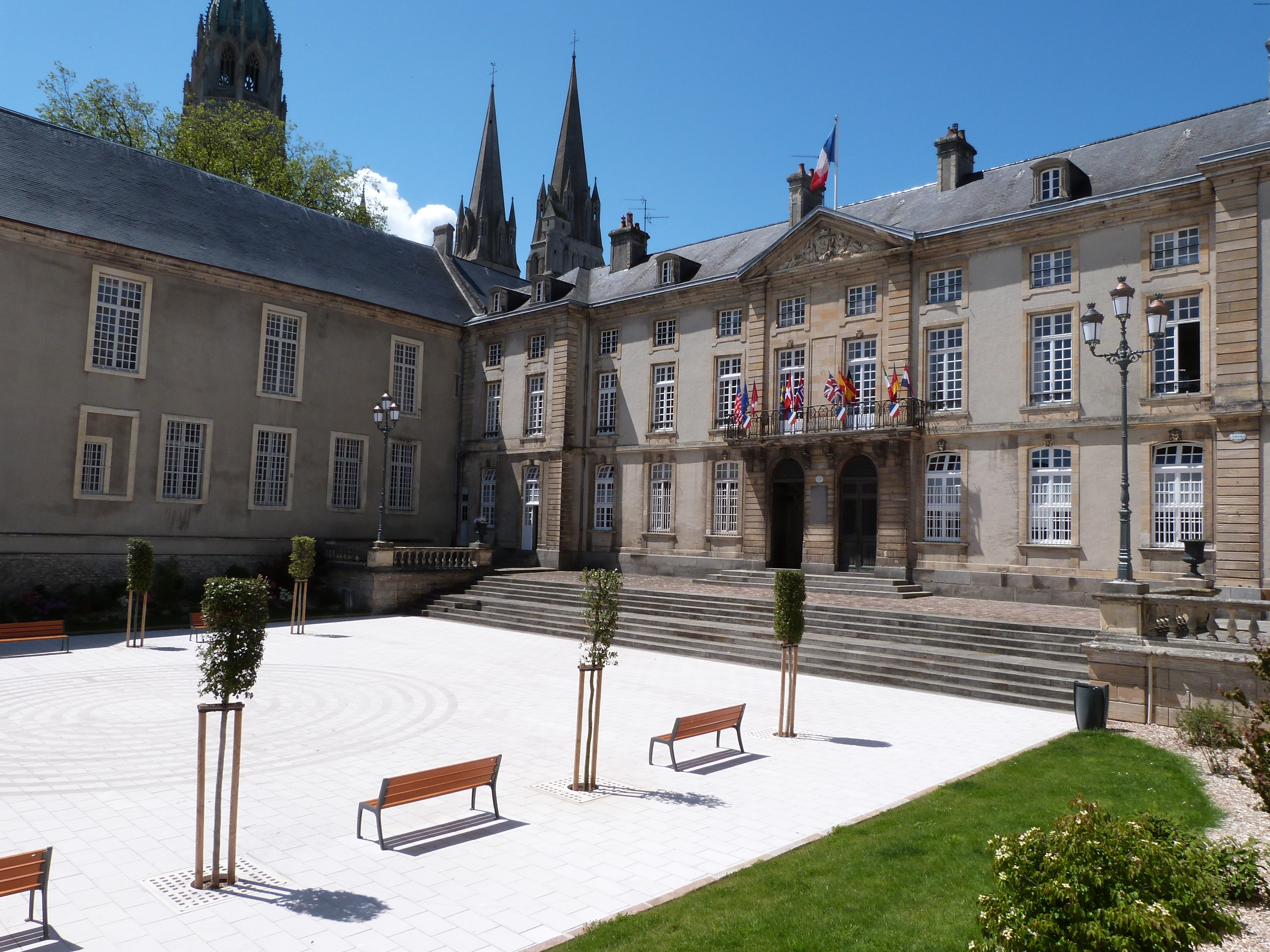
巴约市政厅

巴约的现任市长为帕特里克·戈蒙先生（Patrick Gomont），他是一名右翼无党派人士，在2020年的市政选举中获得了63.89%的支持率。
在2017年的法国总统大选中，法国第25任总统埃马纽埃尔·马克龙在巴约获得了70.75%的支持率。
| 巴约历届市长   |                |                                                               |
| 任期           | 市长           | 党派                                                          |
| 1945年－1973年 | 亨利·让纳      | RPF法国人民联盟 →PS社会党 →UNR新共和国联盟 →DVD右翼无党派人士 |
| 1973年－1995年 | 让·勒卡尔庞捷  | RPR保衛共和聯盟                                               |
| 1995年－2001年 | 让-莱昂斯·杜邦 | UDF法国民主联盟                                               |
| 2001年－       | 帕特里克·戈蒙  | DVD右翼无党派人士                                             |

## 人口
2017年，巴约市镇人口数量为13,121，在法国排名第742位。其中男性6,126人，女性7,399人，75岁及以上人口占13.8%，外籍人口数量为223人，人口密度为1,848人/平方公里，当地居民被称为（男性）或（女性）。2018年，巴约境内出生107人，死亡人口231人。
| 年份   | 1936  | 1946   | 1954   | 1962  | 1968   | 1975   | 1982   | 1990   | 1999   | 2006   | 2011   | 2016   | 2017   |
| ------ | ----- | ------ | ------ | ----- | ------ | ------ | ------ | ------ | ------ | ------ | ------ | ------ | ------ |
| 人口數 | 7,637 | 10,246 | 10,077 | 9,678 | 11,451 | 13,457 | 14,721 | 14,704 | 14,961 | 14,466 | 13,511 | 13,525 | 13,121 |

## 经济
巴约是一个区域性的中心城市，当地共有各类用人单位2,003家，平均历史为17年，行政、医疗及社会服务是当地的主要就业岗位类型。

## 财政收入
2019年，巴约的财政收入总额为16,821,900欧元，财政支出总额为16,023,800欧元，当年的债务总额为6,673,330欧元。
2015年，巴约的人均月收入总额为2,146欧元，其中高级职员为4,439欧元，中级职员为2,362欧元，普通职员为1,705欧元。
2016年，巴约境内的青壮年（15至64岁）失业率为17.7%，当地36.8%的家庭拥有纳税资格。

## 社会事务

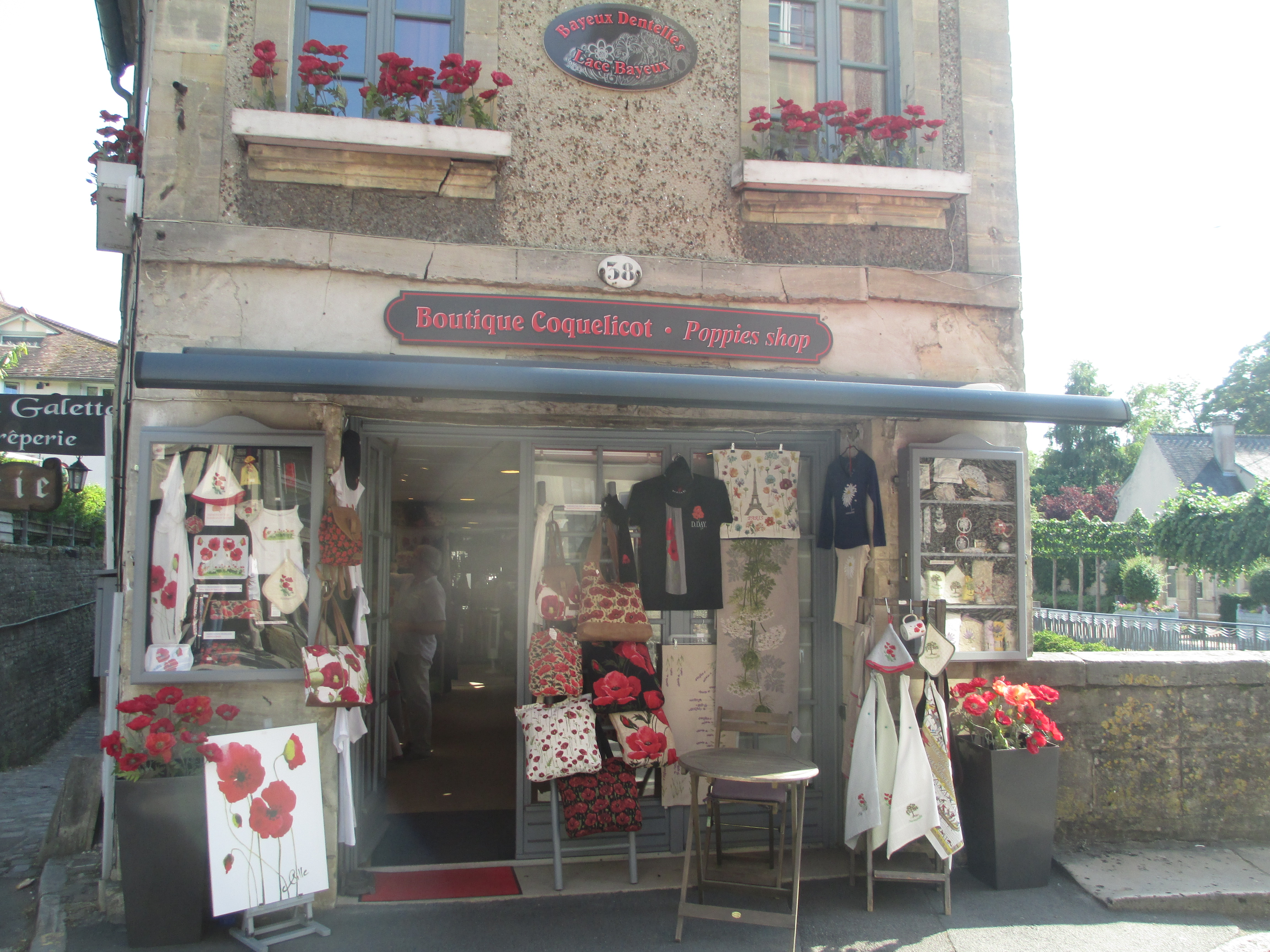
巴约的一处工艺品商铺

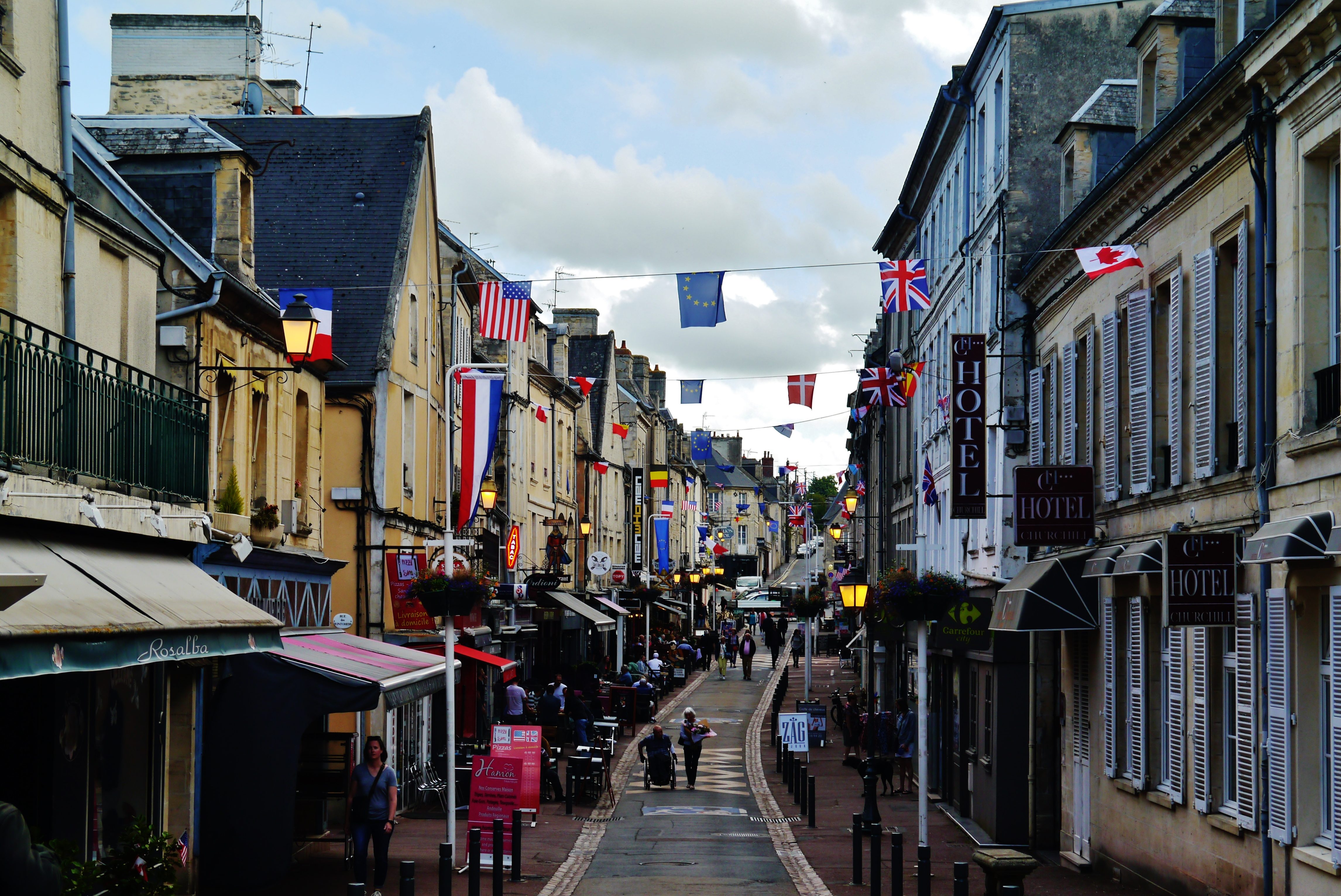
巴约市中心的圣让街

### 教育
巴约属于卡昂学区。截止2018年1月1日，巴约境内共有1所幼儿园、9所小学、3所初级中学和3所普通高中。2018至2019学年度，巴约境内共有在校中小学生3,042名。

### 医疗
截止2018年1月1日，巴约境内共有全科医生21名、保健师19名、牙医19名、护士23名、耳科医生1名、眼科医生2名、皮肤科医生1名、助产士3名、儿科医生1名和妇科医生2名。境内共有药房8家，养老院5家，残疾人帮扶中心7家。
巴约中心医院，全名为“欧奈-巴约中心医院”（Centre Hospitalier Aunay-Bayeux），是法国的一个区域性医疗系统，主病区位于巴约市区，设有床位177个，是当地规模最大的公立综合性医院。

### 住房
2016年，巴约境内共有各类住房7,770套，其中87.1%为常住房屋。集中式居民区少量分布在市区东部。

### 商业
2017年，巴约境内共有各类商铺930家，其中餐饮服务类411家。市区西部和北部建有开放式商业街区。

### 体育
2018年，巴约境内共有1家游泳池、5间健身房、2座综合体育场、9处网球场、6处足球或橄榄球场以及1处篮球或排球场。
巴约足球俱乐部是当地的一支足球队，成立于1998年，2020至2021赛季参加诺曼底大区足球联赛。

### 环境
巴约的环境事务由其所属的公共社区负责。2017年，巴约境内暂无污染企业。

### 治安
2014年，巴约及附近地区共发生各类案件2,186起，其中盗窃类案件1,392起，经济类案件192起，毒品交易类案件94起。

## 文化
2018年，巴约境内共有1个电影院和1个博物馆。巴约市政府提供多媒体中心，向公众全年开放。

### 建筑
巴约境内有多处法国国家文物保护单位，其中圣母主教座堂是天主教巴约教区的座堂，亦是当地的地标性建筑物；巴约大讲堂因展示巴约挂毯而闻名。此外，巴约还有多处与诺曼底登陆及二战相关的建筑，包括诺曼底战役纪念博物馆、巴约不列颠士兵公墓等。

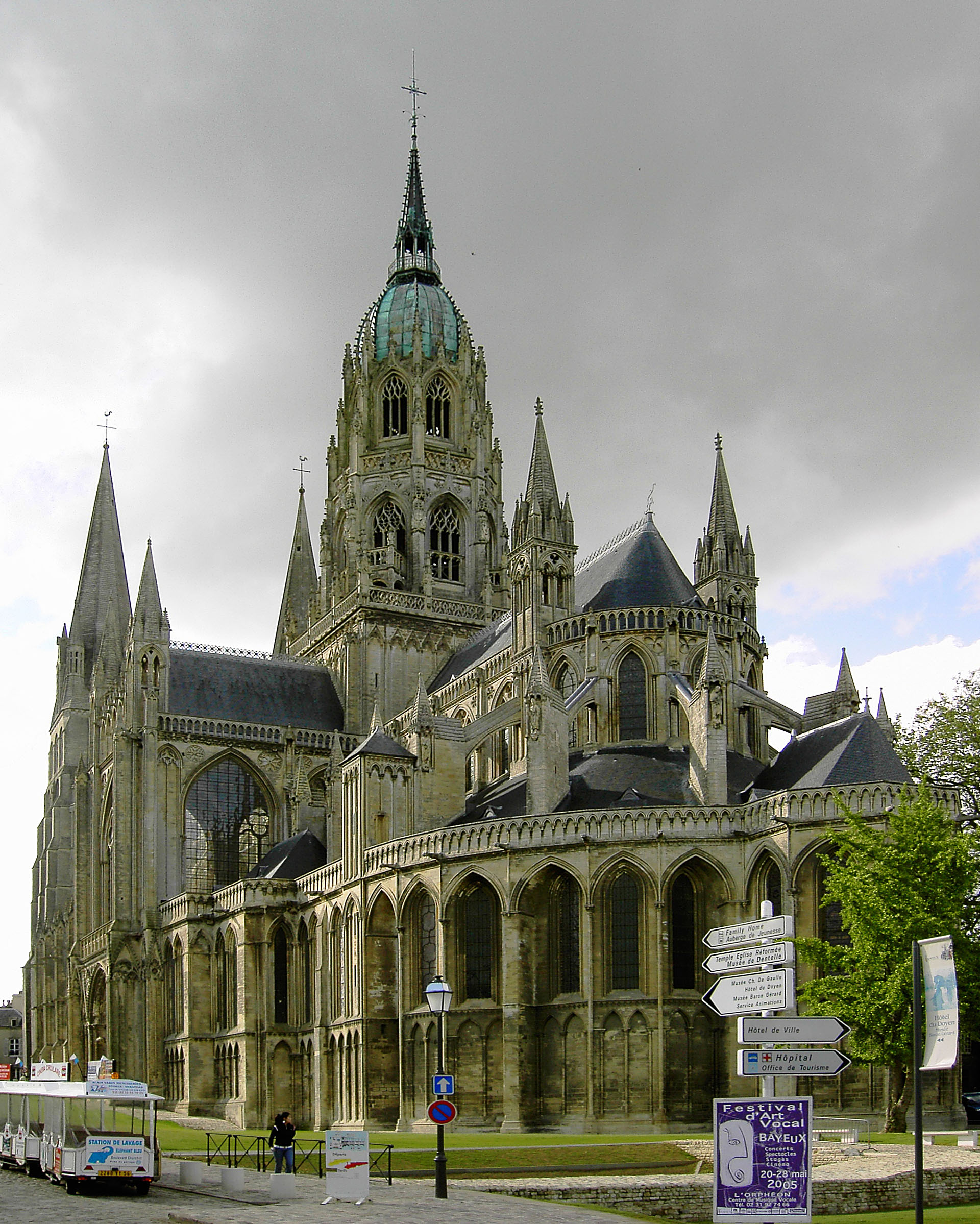
圣母主教座堂
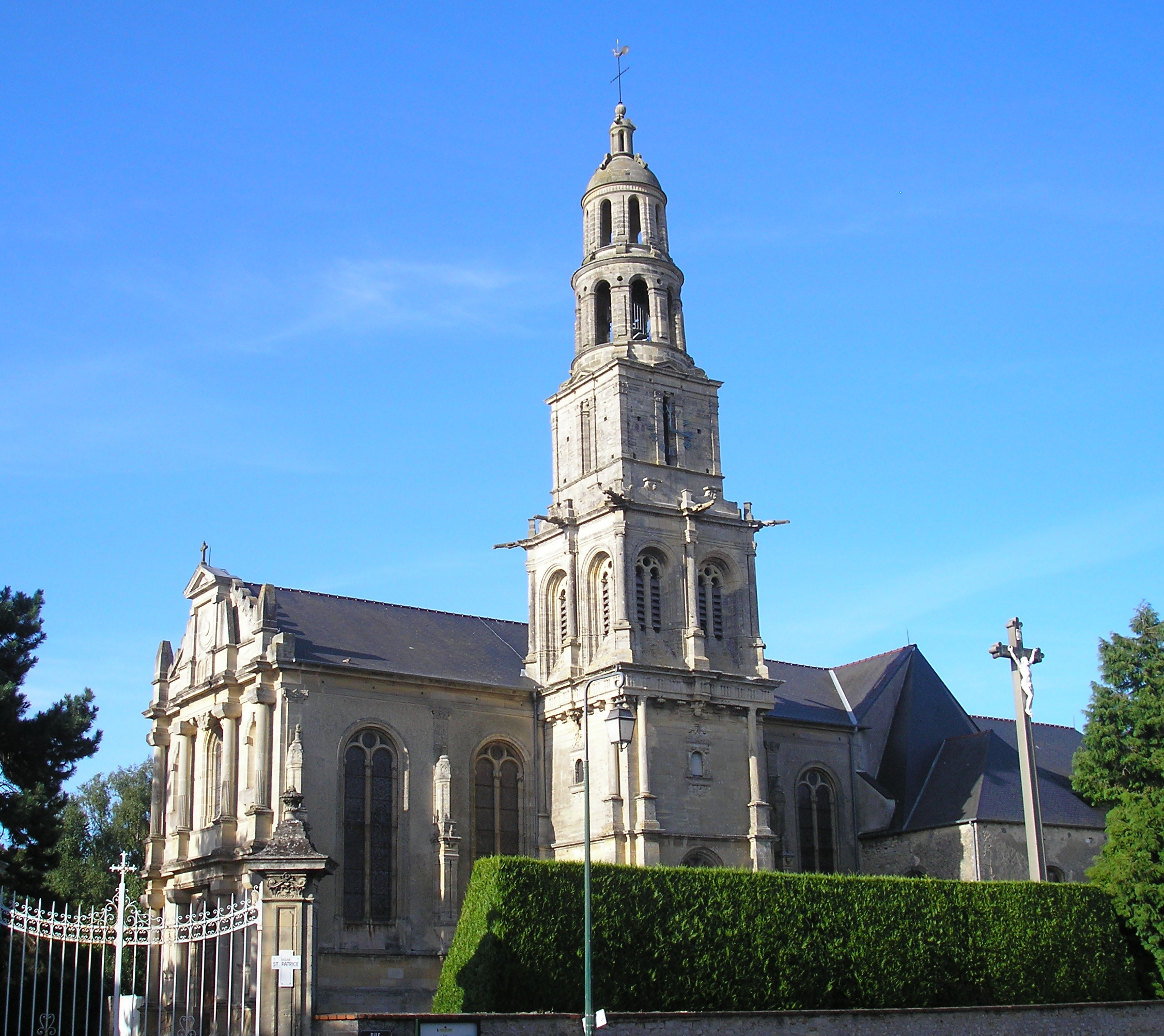
圣帕特里斯教堂（法语：Église Saint-Patrice de Bayeux）
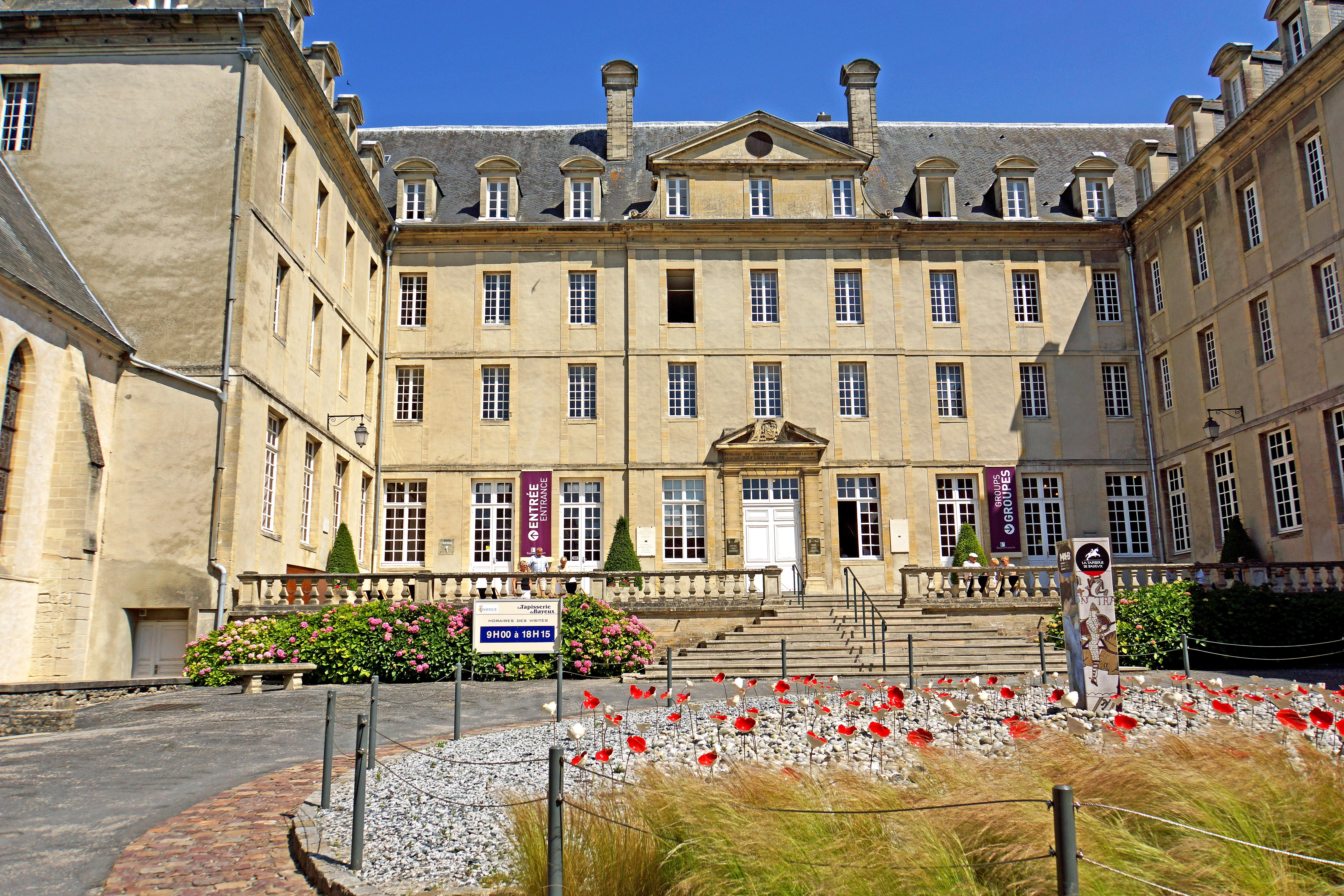
巴约大讲堂（法语：Séminaire de Bayeux）
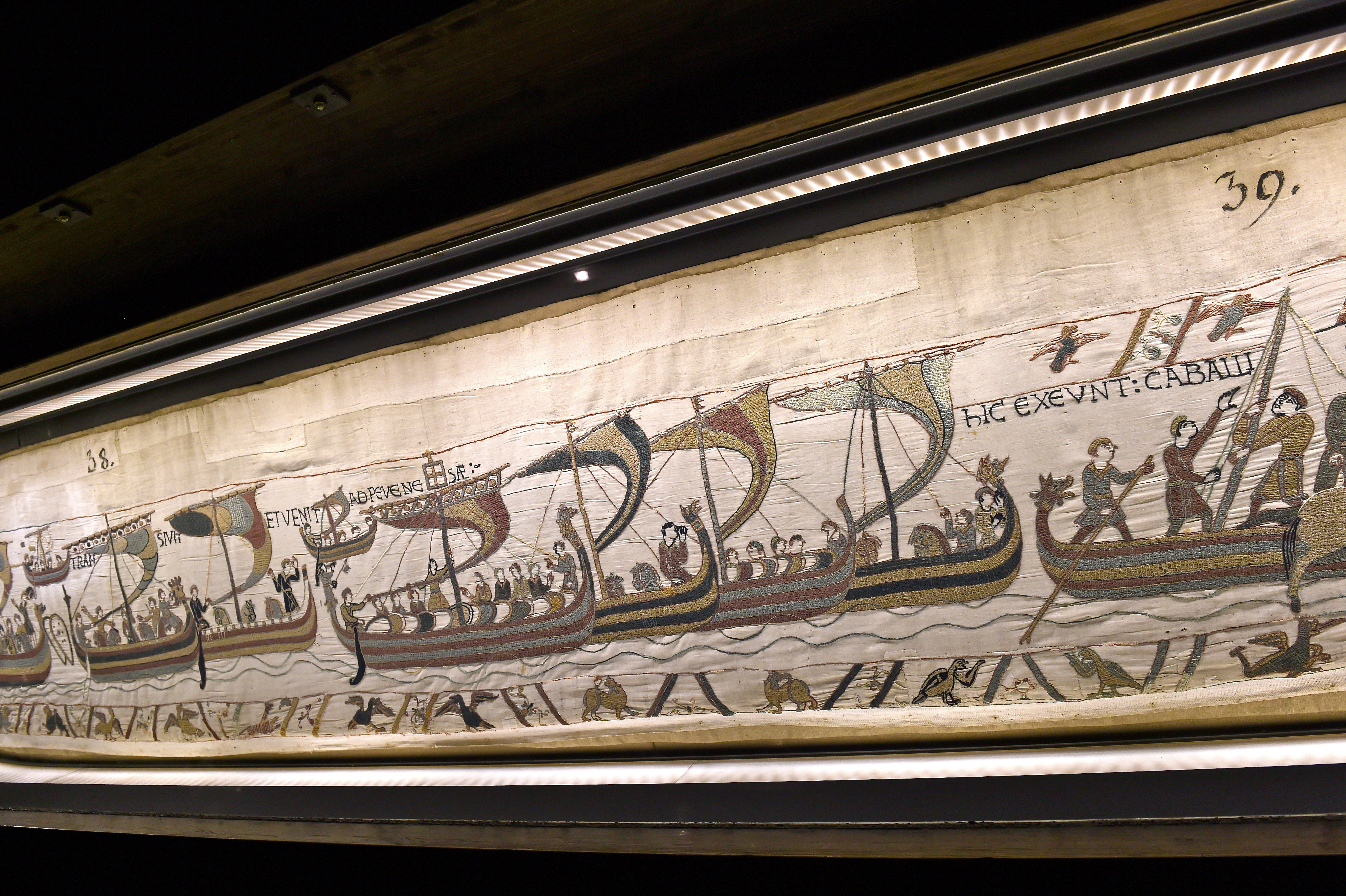
巴约大讲堂（法语：Séminaire de Bayeux）内展示的巴约挂毯
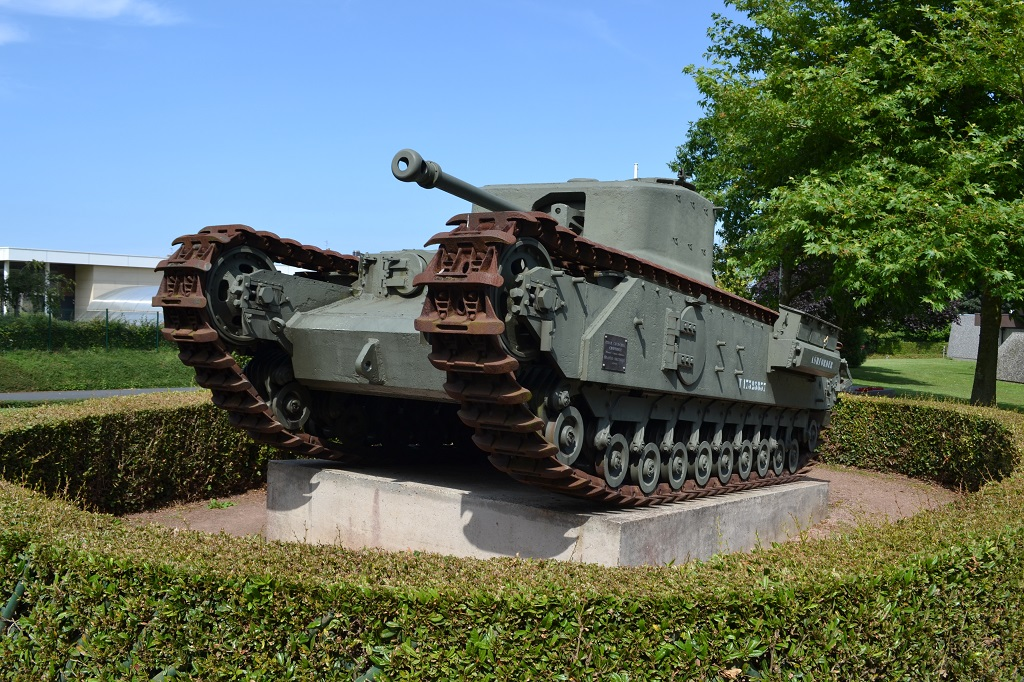
诺曼底战役纪念展品

### 旅游
2020年，巴约境内共有17个宾馆共计540间房间，另有1个露营地，可容纳共150辆露营车。

### 媒体
法国主要的媒体均可在巴约接收，法国电视三台下属的诺曼底大区频道在部分时段播出巴约所属区域的地方新闻。

## 相关人物
法国前足球运动员弗雷德里克·内出生于巴约。

## 友好城市
截至2020年8月，巴约共与五座城市互为友好城市关系：
- 荷蘭 埃因霍温
- 英格兰 多切斯特
- 德国 吕伯克
- 波蘭 霍伊尼采
- 丹麦 維堡